# Anuritelsa maritima
 (octobre 2019).
Genre
Espèce
Anuritelsa maritima, unique représentant du genre Anuritelsa, est une espèce de collemboles de la famille des Neanuridae.

## Distribution
Cette espèce est endémique d'Australie.

## Publication originale
- Womersley, 1939 : Primitive insects of South Australia : silverfish, springtails, and their allies. Adelaide, p. 1-322.